# Physis
Para la revista científica, véase Physis (revista científica)
Fusis, Phusis o Physis (transliteraciones al castellano del griego antiguo Φύσις) es la palabra griega que se traduce por naturaleza y que procede del verbo phyo φύω que significa crecer o brotar. 
Los primeros filósofos griegos de Mileto tomaron la idea de physis o naturaleza como objeto principal de sus investigaciones, a la que concibieron como el principio de la realidad.
Se le atribuye un sentido dinámico y hace referencia a la fuente o fuerza de donde nacen los entes o los elementos materiales como el aire, el agua o la tierra, o de donde nace lo indeterminado (principio de Arché). 
A partir de los sofistas y sobre todo de Aristóteles esta idea adquirió un sentido metafísico en el mundo griego.

## En la mitología
En contextos mitológicos tanto el vocablo griego Φύσις como el latino Naturasiempre son traducidos como Naturaleza, una de las deidades primordiales —aunque siempre tiene un contexto más bien filosófico—. Los órficos, por ejemplo, dicen que la Naturaleza es una «diosa creadora de todas las cosas», «primigenia», «madre y padre» y «autoengendrada», reafirmando su esencia como deidad primordial. Se dice que Necesidad, Adrastea y Naturaleza son la misma deidad. Filóstrato dice que el arte imita las obras de la sabia Naturaleza. Nono, a medio caballo entre la literatura y la filosofía, dice que los habitantes originales de Béroe (Beirut), autóctonos, fueron creaciones de la propia Naturaleza. Séneca también la ensalaza: «oh, tú, Naturaleza, gran madre de los dioses».

## Uso presocrático
Entre la época de Homero y la de Sócrates (segunda mitad del siglo V a. C.), se desarrolló en la cultura griega un original movimiento de pensamiento que hizo de la naturaleza o physis, objeto de estudio e investigación. Aristóteles llamaba a estos pensadores "físicos" o "fisiólogos", es decir, estudiosos de la naturaleza. Con ellos suele comenzar la filosofía propiamente dicha.
En griego homérico se usa de forma bastante literal, de la forma de crecimiento de una especie particular de planta.
En la filosofía presocrática, a partir de Heráclito, physis, de acuerdo con su etimología de "crecer, llegar a ser", se utiliza siempre en el sentido de desarrollo "natural", aunque el centro de atención puede estar en el origen, el proceso o el resultado final del mismo. En el siglo siglo VI a. C.), a partir de la Escuela Jónica, la palabra podía utilizarse también en sentido amplio, como referida a "todas las cosas", como si fuera "naturaleza" en el sentido de "universo".
En la tradición sofista, el término se oponía a nomos (νόμος), "ley" o "costumbre", en el debate sobre qué partes de la existencia humana son naturales y cuáles se deben a la convención. El contraste de physis frente a nomos podía aplicarse a cualquier tema, de forma muy parecida al contraste moderno de "naturaleza versus crianza".

## Aristóteles
Aristóteles distingue dos tipos de seres naturales:
1. Los seres naturales que cuentan con movimiento propio; pueden moverse por sí mismos.
2. Los seres fabricados que sólo pueden moverse en tanto hayan recibido una fuerza externa.

Por ello sostiene que lo característico de los seres naturales es que se mueven, se desarrollan, se transforman en función de una fuerza interna. Por lo tanto, según Aristóteles, la Physis o la naturaleza es el principio del movimiento y del cambio en los entes.
Así como encontramos dos tipos de seres naturales, encontramos dentro de la filosofía aristotélica dos sentidos básicos del término naturaleza:
1. La Naturaleza entendida como la totalidad de los seres naturales.
2. La Naturaleza entendida como el ser propio de las cosas o, explicado de otra forma, lo que son las cosas realmente.

Para explicar el concepto de naturaleza, Aristóteles desarrolla tres teorías fundamentales:
- La teoría hilemórfica (o de la Sustancia)
- La teoría de la Potencia y el Acto
- La teoría de la causación

### La Teoría de la Sustancia
En términos simples, Aristóteles concibe la sustancia como el sustrato que no cambia dentro del ente; es lo que permanece a través de los cambios.
Por ejemplo podemos decir que a pesar del cambio físico que sufren los seres humanos a través de los años, siguen siendo la misma persona por dentro. El individuo sigue siendo el mismo a pesar del paso de los años.
Se distinguen dos tipos de sustancias:
- Sustancias primeras, que se definen como los sujetos individuales y concretos. Estas sustancias están compuestas de materia y de forma.
- Sustancias segundas, que son los géneros y las especies que tienen un carácter universal (abarcan multitudes de sustancias primeras).

### La Teoría de la Potencia y Acto
Mediante esta teoría, Aristóteles pretende explicar el movimiento. La potencia se entiende como el poder para ejercer una transformación en un objeto, mientras que el acto se concibe como el ser actual, la realidad del ser que ya es.
Si un ser antes no se movía y ahora se mueve, quiere decir que antes tenía la capacidad de moverse; tenía la potencialidad de moverse, y cuando ya se ha realizado ese movimiento podemos decir que esa potencialidad se ha actualizado y que ahora está en acto.
A los seres inalterables les es imposible cambiar, ya que no poseen la potencia de movimiento; por lo tanto permanecen por siempre en el acto.

### La Teoría de la Causación
Aristóteles define una causa como el factor o principio del que depende una cosa.
Distingue cuatro tipos de causas:
- Causa material, que es aquello de lo que está hecho algo.
- Causa formal, que es lo que un objeto es.
- Causa eficiente, que es aquello que ha producido ese algo, lo que explica el por qué de las cosas.
- Causa final, que es aquello para lo que existe algo, lo que explica el para qué de las cosas.

La causa final es la causa fundamental; la que explica la realidad.

## Uso moderno
Physis es comúnmente referida como naturaleza. En la era de los sofistas, la palabra “física” (estudio de la naturaleza) era derivada de la palabra physis que usaba Aristóteles, que es de donde obtenemos el campo de la física de hoy en día.